# Vasil Spasov (calciatore)
Vasil Spasov (in bulgaro Васил Спасов?; Sofia, 30 dicembre 1919 – 16 novembre 1996) è stato un allenatore di calcio e calciatore bulgaro, di ruolo attaccante.
Da calciatore gioca per anni nel Levski Sofia: vince 9 trofei, 5 campionati e 4 coppe nazionali. Debutta anche in Nazionale, il 6 giugno 1943 contro l'Ungheria, amichevole persa 4-2 nonostante un gol di Spasov. È convocato fino al 1950, totalizzando 17 presenze e 5 gol, giocando anche due match nel 1950 da capitano.
Diviene un allenatore: guida Levski Sofia, Botev Plovdiv, Omonia Nicosia e le nazionali di Bulgaria e Cipro. Porta il Botev a vincere nuovamente il campionato bulgaro – il secondo nella storia del club – a distanza di 38 anni dall'ultimo successo. L'anno seguente vince la Coppa di Bulgaria sulla panchina dello Spartak Sofia. Con l'Omonia Nicosia vince diversi titoli a Cipro, quindi ha l'occasione per allenare ancora il Levski, con cui vince il campionato bulgaro del 1977.

## Palmarès

### Giocatore
- Campionato bulgaro: 5

Levski Sofia: 1942, 1946, 1947, 1948-1949, 1953
- Coppa di Bulgaria: 4

Levski Sofia: 1942, 1946, 1947, 1949

### Allenatore
- Campionato bulgaro: 2

Botev Plovdiv: 1966-1967
Levski Sofia: 1976-1977
- Coppa di Bulgaria: 1

Spartak Sofia: 1967-1968
- Campionato cipriota: 3

Omonia: 1973-1974, 1980-1981, 1981-1982
- Coppa di Cipro: 3

Omonia: 1973-1974, 1980-1981, 1981-1982
- Supercoppa di Cipro: 2

Omonia: 1981, 1982